# Josef Koudelka
Josef Koudelka (nascido a 10 de janeiro de 1938) é um fotógrafo checo.

## Biografia
Koudelka nasceu em 1938 na pequena cidade de Boskovice, na região da Morávia, na Checoslováquia. Começou a fotografar a sua família e os arredores com uma câmara 6 × 6 de baquelite. Estudou na Universidade Técnica Checa em Praga (CVUT) entre 1956 e 1961, tendo recebido um diploma em engenharia em 1961. Organizou a sua primeira exposição fotográfica neste mesmo ano. Mais tarde, trabalhou como engenheiro aeronáutico em Praga e Bratislava.
Koudelka começou a trabalhar para revistas de teatro, tendo fotografado regularmente produções teatrais no "Teatro de Praga Atrás do Portão", usando uma câmara Rolleiflex.
Em 1967, desistiu da sua carreira em engenharia, passando a dedicar-se de ao seu trabalho fotográfico a tempo inteiro.
Apenas dois dias após o seu regresso de uma projeto fotográfico com o Povo Români na Romênia,
deu-se a invasão soviética da Checoslováquia, em agosto de 1968. Testemunhou e registou a entrada das forças militares do Pacto de Varsóvia em Praga e o esmagamento das reformas da chamada Primavera de Praga.
Os negativos de Koudelka foram contrabandeados para fora de Praga até à agência  Magnum, tendo sido publicados anonimamente no jornal The Sunday Times, sob a sigla P.P. (Praga Photographer), por receio de represálias contra si e contra a sua família.
As fotos de Koudelka destes eventos tornaram-se símbolos famosos internacionalmente.
Em 1969, o "fotógrafo checo anónimo" foi premiado com Overseas Press Club Robert Capa Gold Medal para fotografias que exigem uma coragem excecional.
Após a Magnum a escrever uma carta de recomendação às autoridades britânicas, Koudelka pediu um visto de trabalho de três meses e fugiu para a Inglaterra em 1970, onde pediu asilo político e permaneceu por mais de uma década.
Em 1971, juntou-se à Magnum Photos, tendo continuado a vagar pela Europa com sua câmara e pouco mais.
Ao longo dos anos 1970 e 1980, Koudelka conseguiu sustentar o seu trabalho fotográfico através de numerosas bolsas e prémios, tendo continuado a apresentar e publicar grandes projetos como Ciganos (1975) e Exilados (1988).
Desde 1986, tem trabalhado com uma câmara panorâmica, tendo publicado uma compilação destas fotografias no seu livro Chaos de 1999.
Koudelka tem vindo a publicar vários livros com as suas obras, incluindo, em 2006, a retrospetiva Koudelka.
Koudelka ganhou prémios como o Prix Nadar (1978), o  Grand Prix National de la Photographie (1989), o Grand Prix Cartier-Bresson (1991), e o  Prêmio Internacional Fundação Hasselblad em Fotografia (1992)
Koudelka e a sua obra receberam apoio e reconhecimento do seu amigo, o fotógrafo francês Henri Cartier-Bresson, tendo também sido apoiado pelo historiadora de arte checa Anna Farova.
Em 1987, Koudelka tornou-se um cidadão francês. Teve a possibilidade de retornar à Checoslováquia, pela primeira vez, em 1990. Em seguida, produziu Triângulo Negro, documentando a paisagem destruída na região de Podkrušnohoří, a ponta ocidental do Triângulo negro (região) sopé das Montanhas Ore, localizado entre a Alemanha e a República Checa.
Koudelka vive atualmente em França e em Praga, onde continua o seu trabalho de documentação da paisagem europeia.
Tem duas filhas e um filho.

## Prémios
- 1967 – Award by Union of Czechoslovakian Artists, Czechoslovakia
- 1969 – Robert Capa Gold Medal Award, National Press Photographers Association, EUA
- 1972 – "British Arts Council Grant to cover Kendal and Southend", Reino Unido
- 1973 – "British Arts Council Grant to cover Gypsy life in Britain", Reino Unido
- 1976 – "Arts Council of Great Britain grant to cover life in the British Isles", Reino Unido
- 1978 – Prix Nadar, França.[1]
- 1980 – National Endowment for the Arts Council, EUA
- 1987 – Grand Prix National de la Photographie, França
- 1989 – Grand Prix National de la Photographie, França
- 1991 – Grand Prix Henri Cartier-Bresson,, França
- 1992 – Erna and Victor Hasselblad Foundation Photography Prize, Suécia
- 1998 – "The Royal Photographic Society's Centenary Medal and Honorary Fellowship (HonFRPS) in recognition of a sustained, significant contribution to the art of photography", em 1998.[3]
- 2004 – Cornell Capa Infinity Award, International Center of Photography, EUA
- 2015 – Dr. Erich Salomon Award,[4][5] Alemanha

## Livros
- Diskutujeme o moralce dneska, Nakladatelstvi Politické Literatury, Checoslováquia, 1965.
- Kral Ubu: Rozbor inscenace Divadla Na Zabradli v Praze (with Alfred Jarry), Divadelni Ustav, Checoslováquia, 1966.
- Rozbor insenace Divadla Na zabradli v Praze, 1966.
- Josef Koudelka, 1968.
- Gitans : la fin du voyage. Paris: Delpire, ASIN B0014M0TV8; Gypsies, US: Aperture, ISBN 978-0-912334-74-5, 1975.
- Josef Koudelka: I Grandi Fotografi, Gruppo Editoriale Fabbri, Itália, 1982.
- Josef Koudelka Photo Poche, Centre National de la Photographie, França, 1984.
- Josef Koudelka. Photographs by Josef Koudelka. Introduction by Bernard Cuau. Centre National de la Photographie, Paris, França, 1984.
- Exiles.
  - Paris: Centre National de la Photographie; Paris: Delpire Editions; New York: Aperture; London: Thames & Hudson, 1988, ISBN 978-0-500-54208-8.
  - Paris: Delpire Editions; New York: Aperture, 1997. Revised edition.
  - London: Thames & Hudson (ISBN 978-0-500-54441-9); New York: Aperture, 2014 (ISBN 978-1-59711-269-7). Revised and expanded edition. Essay by Czesław Miłosz. Commentary with Josef Koudelka and Robert Delpire.
- Josef Koudelka, Mission Photographique Transmanche, Editions de la Différence, França, 1989.
- Animaux, Trois Cailloux/maison de la Culture d'Amiens, França,1990.
- Prague 1968, Centre National de la Photographie, França, 1990.
- Josef Koudelka: Fotografie Divadlo za branou 1965–1970, Divadlo za Branou II, Republica Checa, 1993.
- Josef Koudelka. Photographs by Josef Koudelka, Hasselblad center, 1993.
- Cerný Trojuhelník – Podkrušnohorí : Fotografie 1990–1994 (The Black Triangle: The Foothills of the Ore Mountain) Vesmir,  Republica Checa, 1994.
- Photopoche: Josef Koudleka ,França , 1997, ISBN 978-2-09-754114-7.
- Reconnaissance Wales, Cardiff, UK: Fotogallery/ National Museums and Galleries of Wales, 1998, ISBN 978-1-872771-45-8., Reino Unido
- Chaos, França: Nathan/Delpire; Reino Unido: Phaidon Press; Itália: Federico Motta Editore, 1999, ISBN 978-0-7148-4594-4.
- Lime Stone, La Martinière, França, 2001.
- Josef Koudelka, Torst, Republica Checa, 2002, ISBN 978-80-7215-166-0.
- Théâtre du Temps, France: Actes Sud, ISBN 978-2-7427-4435-0; (Teatro del Tempo), Peliti Associati, Itália; Apeiron, Grécia, 2003.
- L'épreuve totalitaire (essay by Jean-Pierre Montier), Delpire, França, 2004.
- Koudelka: Camargue, Actes Sud, França, 2006, ISBN 978-2-7427-6174-6.
- Koudelka, França: Delpire; Itália: Contrasto; EUA: Aperture; Reino Unido: Thames & Hudson; Alemanha: Braus; Espanha: Lunwerg; , República Checa: Fototorst, 2006
- Joseph Koudelka Photofile, Thames & Hudson, 2007, ISBN 978-0-500-41083-7, Reino Unido
- Invasion 68: Prague, EUA : Aperture Foundation, ISBN 978-1-59711-068-6; França: Editions Tana, ISBN 978-2-84567-438-7, 2008.
- Koudelka Piedmont Contrasto, 2010, ISBN 978-88-6965-217-2.
- Roma. Göttingen: Steidl, 2011. ISBN 9783869303888.
- Lime, 2012, Paris: Xavier Barral, ISBN 978-2-9151-7385-7.
- Wall, 2013, Aperture Foundation, ISBN 978-1-5971-1241-3.